# Jean Ferron
Pour les articles homonymes, voir Ferron.
Jean Ferron, né le 21 octobre 1910 à Châteaubourg et mort le 11 janvier 2003 à Bry-sur-Marne, est un ecclésiastique et archéologue français.

## Biographie
Membre des pères blancs et présent en Tunisie à partir de 1933, il prend la responsabilité du musée de Carthage en 1947, poste qu'il occupe jusqu'en 1965. Il entreprend des fouilles sur le site, en particulier sur le flanc sud de Byrsa.
L'Académie française lui décerne le prix Hercule-Catenacci en 1978 pour Orants de Carthage et Mort-Dieu de Carthage et le prix Lequeux en 1995.
À partir de l'indépendance du pays, il assure la transition avec les nouvelles autorités, qui lui décernent en 1993 le titre de commandeur de l'Ordre du Mérite culturel.
Il a été également le fondateur de la revue archéologique Cahiers de Byrsa.